# Texania langeri
Texania langeri é uma espécie de escaravelho metálico da família Buprestidae. É encontrado na América do Norte.